# Тапакуло рудогорлий
Тапакуло рудогорлий (Scelorchilus rubecula) — вид горобцеподібних птахів родини галітових (Rhinocryptidae).

## Поширення
Вид поширений на півдні центральної частини Чилі, від провінції Біо-Біо (іноді зустрічається далі на північ у передгір'ях Анд аж до Кольчагуа) на південь до Айсена та в прилеглих районах Аргентини (від Неукена на південь до західного Чубута). Мешкає виключно в найбільш густій і вологій частині південної Аргентини і Чилі, у так званих вальдівійських лісах.

## Опис
Дрібний птах, завдовжки 18-19 см. Три екземпляри невідомої статі мали вагу від 42,6 до 45,4 г, а один екземпляр чоловічої статі важив 53,7 г. Доросла особина зверху темно-коричнева; більша частина обличчя, горла та верхньої частини грудей почервонілі. Інша частина грудей темно-сіра з білими смугами, а боки і підхвістя від червонувато-коричневого до оливково-коричневого кольору.

## Спосіб життя
У пошуках їжі — комах, павукоподібних, молюсків, риє землю своїми сильними чорними ногами. Раціон доповнює також дрібними ящірками. Розмножується у вересні та жовтні. Він риє нору в ярі, на дні якої облаштовує гніздо. Самиця відкладає 2-3 білих яйця.